# Punctelia neutralis
Punctelia neutralis är en lavart som först beskrevs av Hale, och fick sitt nu gällande namn av Krog. Punctelia neutralis ingår i släktet Punctelia och familjen Parmeliaceae.   Inga underarter finns listade i Catalogue of Life.